# 매직 인 더 문라이트
《매직 인 더 문라이트》(영어: Magic in the Moonlight)는 우디 앨런이 감독과 각본을 맡은 2014년에 개봉한 미국의 로맨틱 코미디 영화이다. 에마 스톤, 콜린 퍼스, 해미시 링클레이터, 마샤 게이 하든, 재키 위버, 에리카 리어슨, 아일린 왓킨스, 사이먼 맥버니등이 출연했다. 1920년대에 프랑스 리비에라를 무대로 하며, 2014년 7월 25일 미국 현지에서 개봉하였다.
《매직 인 더 문라이트》는 일반적으로 상반된 평을 받았다. 비평가들은 퍼스와 스톤의 연기에 대해서는 칭찬하는 반면 각본에 사용된 클리셰를 비판하였다. - 영화리뷰

## 줄거리
1928년, 마술사 웨이 링 수(Wei Ling Soo)는 베를린에서 세계적인 마술 쇼를 선보인다. 수는 사실 변장한 영국인 스탠리다. 분장실에서 그는 오랜 친구이자 동료 마술사 하워드 버칸을 만난다. 하워드는 스탠리에게 코트다쥐르로 동행해달라고 부탁한다. 그곳에서 부유한 미국인 카틀리지 가족이 투시력을 가진 소피에게 완전히 빠져들었고, 가족의 아들 브라이스는 그녀에게 홀딱 반했다. 하워드는 소피의 속임수 뒤에 숨겨진 비밀을 밝혀내지 못했으며, 그녀가 정말로 초자연적인 힘을 가지고 있다고 믿고 싶어 한다고 말한다. 그는 수많은 사기꾼 신비주의자들을 폭로해온 스탠리에게 그녀가 사기꾼임을 증명하는 데 도움을 요청한다.
하워드와 스탠리는 코트다쥐르로 떠나지만, 스탠리는 곧 소피가 해리 상태에 들어가서 자신과 가족에 대한 매우 개인적인 세부 정보를 끄집어내는 능력에 놀란다. 스탠리는 소피가 사망한 카틀리지 가문의 가장과 소통하는 교령회를 목격한다. 촛불이 테이블에서 떠오르고 하워드는 어떤 속임수가 사용되는지 알아내기 위해 그것을 잡으려 하지만, 아무런 속임수도 발견하지 못하고 놀라움을 금치 못한다.
스탠리와 소피가 프로방스에 있는 그의 이모 바네사를 방문했을 때, 소피는 바네사 이모의 진주를 잡자마자 바네사의 위대한 사랑에 대한 비밀스러운 세부 정보를 말할 수 있는 것처럼 보인다. 이것은 마침내 스탠리에게 소피의 진정성을 확신시킨다. 그는 깨달음을 얻고, 평생의 합리주의와 냉소주의가 잘못되었음을 깨닫는다. 폭우를 만나자 스탠리와 소피는 스탠리가 어렸을 때 방문했던 천문대에서 비를 피한다. 비가 그친 후, 그들은 지붕을 열고 별을 본다.
위대한 개츠비풍의 파티에서 스탠리와 소피는 춤을 춘다. 그날 밤 늦게 함께 걷다가 소피는 스탠리에게 "여자로서" 그녀에 대한 감정을 느꼈는지 묻는다. 스탠리는 놀라며 그렇게 생각해본 적이 없다고 인정한다. 그녀는 화가 나서 떠난다. 다음 날, 스탠리는 평생을 사기꾼 신비주의자들을 폭로하는 데 보냈던 자신이 마침내 진짜를 찾았다고 세상에 알리기 위해 기자 회견을 연다. 그 회견은 이모 바네사가 교통사고를 당했다는 소식을 들으면서 중단된다.
스탠리는 병원으로 달려가 위안을 위해 기도를 생각한다. 그는 이모를 살리기 위한 기적을 기도하기 시작하지만, 평생을 지배했던 합리성이 되돌아오면서 기도를 끝내지 못한다. 그는 기도, 초자연적인 것을 거부하고, 나아가 소피와 그녀의 능력까지 거부한다. 그는 다시 한번 그녀가 사기꾼임을 증명하기로 결심한다.
이전에 자신의 무대 공연에서 보았던 속임수를 사용하여 스탠리는 방을 나가는 것처럼 보이지만, 소피와 하워드가 복잡한 속임수에 대한 공모를 논의하는 것을 엿듣기 위해 남는다. 그는 소피가 자신과 이모에 대해 그렇게 많이 알 수 있었던 것은 그녀와 하워드가 스탠리를 속이기 위해 협력했기 때문이라는 것을 알게 된다. 소피는 실제로 사기꾼이며, 하워드는 그것을 알아냈다. 그는 속임수를 멈추기 위해 그녀의 정체를 밝히는 대신, 소피에게 스탠리를 능가하는 것을 돕도록 했다.
스탠리는 처음에는 하워드와 소피에게 화를 내지만, 그들을 용서하기로 결정한다. 교통사고에서 회복된 이모 바네사와의 대화에서 스탠리는 소피를 사랑한다고 고백한다. 그는 그녀를 찾아 브라이스 대신 자신과 결혼해달라고 요청한다. 소피는 깜짝 놀라 그의 거만하고 어색한 제안을 거절한다. 낙심한 채 바네사 이모에게 돌아온 스탠리는 소피에게 첫눈에 반했다고 고백한다. 그때 그보다 먼저 도착했던 소피가 영혼의 노크를 사용하자 그는 놀란다. 그는 청혼하고, 그녀는 영혼의 노크로 승낙하며, 그들은 입을 맞춘다.

## 출연
- 콜린 퍼스 - 스탠리 크로포드
- 엠마 스톤 - 소피 베이커
- 해미시 링클레이터 - 브라이스
- 마샤 게이 하든 - 베이커 어머니
- 재키 위버 - 그레이스
- 에리카 리어슨 - 캐롤린
- 아일린 왓킨스 - 바네사 이모
- 사이먼 맥버니 - 하워드 버컨
- 리오넬 아벨란스키 - 의사
- 안토니아 클라크 - 웨이링수의 조수
- 제레미 샤모스 - 조지
- 우테 렘퍼 - 카바레 가수
- 나타샤 앤드류스 - 웨이링수의 조수
- 볼프강 피소 - 팬
- 캐서린 맥코맥 - 올리비아
- 폴 밴디 - 리포터
- 케네스 에델슨 - 집시

## 기타
- 수입사 :  드림웨스트픽쳐스

## 수상
- 2014년 제40회 도빌 아메리칸 영화제 후보 프리미어 부문 (우디 앨런)
- 2014년 제10회 취리히 영화제 후보 갈라 프리미어 (우디 앨런)
- 2016년 제19회 상하이국제영화제 후보 우디 앨런 최고 작품 회고전 (우디 앨런)